# Maurträsket
Maurträsket är en sjö i Norsjö kommun i Västerbotten och ingår i Skellefteälvens huvudavrinningsområde. Sjön har en area på 0,19 kvadratkilometer och ligger 282 meter över havet. Sjön avvattnas av vattendraget Maurbäcken.

## Delavrinningsområde
Maurträsket ingår i det delavrinningsområde (722033-167804) som SMHI kallar för Mynnar i Skellefteälven. Medelhöjden är 248 meter över havet och ytan är 23,68 kvadratkilometer. Det finns inga avrinningsområden uppströms utan avrinningsområdet är högsta punkten. Maurbäcken som avvattnar avrinningsområdet har biflödesordning 2, vilket innebär att vattnet flödar genom totalt 2 vattendrag innan det når havet efter 89 kilometer. Avrinningsområdet består mestadels av skog (77 procent). Avrinningsområdet har 0,24 kvadratkilometer vattenytor vilket ger det en sjöprocent på 1 procent.